# Pantheia
Pantheia (of Latijn Panthea) is een van de (waarschijnlijk grotendeels fictieve) hoofdfiguren uit een beroemde novelle binnen de Cyropaedia (Grieks Κύρου Παιδεία), een werk van de Griekse schrijver Xenophon. In dit werk is zij de echtgenote van koning Abradatas van Susa.
Ze werd gevangengenomen bij de inname van het Assyrische kamp, terwijl haar echtgenoot weg was op een missie tegen de Bactriërs. Omwille van de eervolle behandeling dewelke zij ontving van Cyrus, vervoegt haar man zich bij deze met zijn troepen. Abradatas viel echter in de strijd, terwijl hij in gevecht verwikkeld was tegen de Egyptenaren. Ontroostbaar in haar verlies, maakte Pantheia een einde aan haar eigen leven, en haar voorbeeld werd gevolgd door drie van haar eunuchen. Cyrus liet ter ere van hen een hoge heuvel opwerpen: op een pilaar op de heuveltop waren de namen van Abradatas  en Pantheia in Syrische letters ingeschreven; en drie kolommen eronder droegen de inscriptie σκηπτούχων ("van de scepterdragenden") ter ere van de eunuchen (Xen., Cyr. V 1 § 3, VI 1 § 31, &c. 4 § 2, &c. VII 3 § 2, &c.; Lucian., Imag. 20.).

## Referentie
- W. Smith, art. Abradatas, in W. Smith, A Dictionary of Greek and Roman Biography and Mythology, Londen, 1870, I, p. 3. (Internet Archive)